# Mohamed Bahloul
Mohamed Bahloul (* 28. April 1937; † 3. April 2009 in Casablanca) war ein tunesischer Radrennfahrer und nationaler Meister im Radsport.

## Sportliche Laufbahn
1962 gewann Bahloul die nationale Meisterschaft im Straßenrennen vor Ahmend Ben Moussa.
1962 startete er in der Internationalen Friedensfahrt, er belegte den 79. Rang im Endklassement.